# Lepyronia picta
Lepyronia picta är en insektsart som beskrevs av Melichar 1903. Lepyronia picta ingår i släktet Lepyronia och familjen spottstritar. Inga underarter finns listade i Catalogue of Life.